# Como la lluvia fresca
Como la lluvia fresca es el nombre del quinto álbum de estudio del cantautor español José Luis Perales, siendo Rafael Trabucchelli† el director de producción. Fue publicado en 1978 por la discográfica española Hispavox (completamente absorbida por EMI en 1985). Anticipo del cambio que José Luis Perales daría a sus canciones, poniendo fin a su primera etapa. En este disco, cabe destacar la canción «Soledades».
De este álbum se desprenden el doble sencillo «Así te quiero yo/Compraré» (1978) y el EP promocional «Como la lluvia fresca (EP)».

## Listado de canciones

### Disco de vinilo
| Lado A |                                   |          |  |
| N.º    | Título                            | Duración |  |
| 1.     | «Me duelen»                       |          |  |
| 2.     | «Me iré»                          |          |  |
| 3.     | «Compraré»                        |          |  |
| 4.     | «Dices que soy hombre triste»     |          |  |
| 5.     | «Canción para un pequeño viajero» |          |  |

| Lado B |                    |          |  |
| N.º    | Título             | Duración |  |
| 1.     | «Pequeño gorrión»  |          |  |
| 2.     | «La casada»        |          |  |
| 3.     | «Así te quiero yo» |          |  |
| 4.     | «Soledades»        |          |  |
| 5.     | «Pequeño marinero» |          |  |

### Casete
| Lado A |                                   |          |  |
| N.º    | Título                            | Duración |  |
| 1.     | «Me duelen»                       |          |  |
| 2.     | «Me iré»                          |          |  |
| 3.     | «Compraré»                        |          |  |
| 4.     | «Dices que soy hombre triste»     |          |  |
| 5.     | «Canción para un pequeño viajero» |          |  |

| Lado B |                    |          |  |
| N.º    | Título             | Duración |  |
| 1.     | «Pequeño gorrión»  |          |  |
| 2.     | «La casada»        |          |  |
| 3.     | «Así te quiero yo» |          |  |
| 4.     | «Soledades»        |          |  |
| 5.     | «Pequeño marinero» |          |  |

### CD
|       |                                   |          |  |  |  |  |  |  |  |  |
| N.º   | Título                            | Duración |  |  |  |  |  |  |  |  |
| 1.    | «Me duelen»                       | 3:09     |  |  |  |  |  |  |  |  |
| 2.    | «Me iré»                          | 3:34     |  |  |  |  |  |  |  |  |
| 3.    | «Compraré»                        | 3:13     |  |  |  |  |  |  |  |  |
| 4.    | «Dices que soy hombre triste»     | 3:51     |  |  |  |  |  |  |  |  |
| 5.    | «Canción para un pequeño viajero» | 3:33     |  |  |  |  |  |  |  |  |
| 6.    | «Pequeño gorrión»                 | 2:54     |  |  |  |  |  |  |  |  |
| 7.    | «La casada»                       | 3:40     |  |  |  |  |  |  |  |  |
| 8.    | «Así te quiero yo»                | 4:10     |  |  |  |  |  |  |  |  |
| 9.    | «Soledades»                       | 3:46     |  |  |  |  |  |  |  |  |
| 10.   | «Pequeño marinero»                | 4:00     |  |  |  |  |  |  |  |  |
| 35:50 |                                   |          |  |  |  |  |  |  |  |  |

## Créditos y personal

### Personal de grabación y posproducción
- Todas las canciones compuestas por José Luis Perales
- Compañía discográfica: Hispavox
- Productor discográfico: Rafael Trabucchelli†
- Fotografías y diseño gráfico: Eguiguren

### Créditos y personal
- «DISCOGRAFÍA - COMO LA LLUVIA FRESCA». joseluisperales.net. 2012. Archivado desde el original el 26 de abril de 2012. Consultado el 15 de enero de 2013.

- Datos: Q5779565